# Seigy
Seigy é uma comuna francesa na região administrativa do Centro, no departamento de Loir-et-Cher. Estende-se por uma área de 8,18 km². Em 2010 a comuna tinha 1 049 habitantes (densidade: 128,2 hab./km²).